# Säynäjäjärvi (sjö i Kajanaland, lat 64,40, long 30,00)
Säynäjäjärvi är en sjö i Finland. Den ligger i kommunen Kuhmo i landskapet Kajanaland, i den östra delen av landet, 500 km nordost om huvudstaden Helsingfors. Säynäjäjärvi ligger 209 meter över havet. Arean är 47,1 hektar och strandlinjen är 6,38 kilometer lång. Sjön  ingår i Uleälvens huvudavrinningsområde. 